# فاکس لیک (مینه‌سوتا)
فاکس لیک (به انگلیسی: Fox Lake) یک منطقهٔ مسکونی در ایالات متحده آمریکا است که در شهرستان مارتین، مینه‌سوتا واقع شده‌است. فاکس لیک ۳۸۱٫۰ متر بالاتر از سطح دریا قرار دارد.